# Knullana plummeri
Knullana plummeri är en insektsart som beskrevs av Delong 1941. Knullana plummeri ingår i släktet Knullana och familjen dvärgstritar. Inga underarter finns listade i Catalogue of Life.